# Vyacheslav Kernozenko
Vyacheslav Kernozenko est un footballeur ukrainien né le 4 juin 1976.

## Carrière
| saison  | club                                | pays    |
| ------- | ----------------------------------- | ------- |
| 1995-96 | Dynamo Kiev                         | Ukraine |
| 1996-97 | Dynamo Kiev                         | Ukraine |
| 1997-98 | Dynamo Kiev                         | Ukraine |
| 1998-99 | Dynamo Kiev                         | Ukraine |
| 1999-00 | Dynamo Kiev                         | Ukraine |
| 2000-01 | Dynamo Kiev                         | Ukraine |
| 2001-02 | Arsenal Kiev                        | Ukraine |
| 2002-03 | Arsenal Kiev                        | Ukraine |
| 2003-04 | Arsenal Kiev Dniepr Dniepropetrovsk | Ukraine |
| 2004-05 | Dniepr Dniepropetrovsk              | Ukraine |
| 2005-06 | Dniepr Dniepropetrovsk              | Ukraine |
| 2006-07 | Dniepr Dniepropetrovsk              | Ukraine |
| 2007-08 | Arsenal Kiev                        | Ukraine |

## Sélections
- 2 sélections et 0 but avec l' Ukraine depuis 2000.